# Eligmoderma politum
Eligmoderma politum är en skalbaggsart som beskrevs av Nonfried 1895. Eligmoderma politum ingår i släktet Eligmoderma och familjen långhorningar.
Artens utbredningsområde är Panama. Inga underarter finns listade i Catalogue of Life.